# 况上进
况上进（？—？），號巽菴，四川涪州（巴县）人，明朝政治人物 ，同進士出身。

## 生平
明朝万历四年（1576年）丙子科四川鄉試舉人，十七年（1589年），参加己丑科殿试，登金榜，正奏第三甲，赐同进士出身第98名。禮部觀政，八月授北直隶南宫知縣，二十三年行取，官巡城御史。

## 家族
曾祖况子荣。祖父况伟。父况時儒。